# Pavona xarifae
Pavona xarifae is een rifkoralensoort uit de familie van de Agariciidae. De wetenschappelijke naam van de soort is voor het eerst geldig gepubliceerd in 1974 door Scheer & Pillai.